# Pinnacle Rock
Der Pinnacle Rock (von englisch pinnacle ‚Gipfel, Spitze, Zinne‘; in Chile Roca Pinnacle; in Argentinien Roca de la Aguja für Nadelfelsen) ist ein 120 m hoher Brandungspfeiler vor der Nordküste von Elephant Island im Archipel der Südlichen Shetlandinseln. Er liegt 3,5 km östlich des Point Wild.
Die deskriptive Benennung geht vermutlich auf Teilnehmer der Endurance-Expedition (1914–1917) des britischen Polarforschers Ernest Shackleton zurück, die sich nach dem Verlust des Expeditionsschiffs Endurance und langer Eisdrift in mitgeführten Beibooten nach Elephant Island gerettet hatten.